# Okrajno sodišče v Kopru
Okrajno sodišče v Kopru je okrajno sodišče Republike Slovenije s sedežem v Kopru, ki spada pod Okrožno sodišče v Kopru Višjega sodišča v Kopru in se nahaja na Ferrarski 9 v Kopru. Trenutna predsednica (2009) je mag. Bojana Štrukelj Petovič.